# Les Scheinflug
Les Scheinflug, właśc. Ladislav Scheinflug (ur. 1 października 1938 w Bückeburgu) – australijski piłkarz oraz trener niemieckiego pochodzenia.

## Kariera klubowa
W trakcie kariery Scheinflug występował w zespołach Sydney FC Prague, Club Marconi oraz Canterbury-Marrickville.

## Kariera reprezentacyjna
W latach 1965–1968 w reprezentacji Australii Scheinflug rozegrał sześć spotkań i zdobył cztery bramki.

## Kariera trenerska
Jako trener Scheinflug trenował drużyny Club Marconi, Canterbury-Marrickville, South Coast United, Sydney Croatia, Western Suburbs SC, Brisbane Lions, Adelaide City, Marconi Fairfield, Blacktown City FC, Marconi Fairfield oraz Sydney Olympic. W 1979 roku wraz z Marconi wywalczył mistrzostwo NSL. Został też wybrany Trenerem Roku NSL.
W latach 1981–1983 prowadził reprezentację Australii. Potem także kilkukrotnie był jej tymczasowym selekcjonerem. W 2002 roku trenował reprezentację Fidżi.

## Źródła
- Les Scheinflug w bazie National Football Teams (ang.)
- Les Scheinflug, [w:] baza Transfermarkt (zawodnicy) [dostęp 2023-10-01].
- Les Scheinflug, [w:] baza Transfermarkt (zawodnicy) [dostęp 2023-10-01].
- Les Scheinflug na stronie ozfootball.net (ang.)